# Paweł Adamowicz
Paweł Bogdan Adamowicz (født 2. november 1965, død 14. januar 2019) var en polsk politiker og advokat. Han var i mere end 20 år borgmester i Gdańsk indtil han døde som følge af et knivoverfald.